# Rappelspan
Rappelspan, auch Rappels Pan, ist ein Ort im Kgalagadi District von Botswana.

## Geographie
Rappelspan ist eine ländliche Siedlung und liegt an der Grenze zwischen Botswana und Südafrika nahe dem periodischen Fluss Molopo.

## Verkehr
Der Ort ist über eine Landstraße zu erreichen, die vom Südwesten aus Bokspits kommt und nach Tshabong führt.